# ルフタ
ルフタ（ラクチェとも。アイルランド語: Luchta, Luchtaine）は、ケルト神話における技術と鍛冶の神。女神アヌの息子。クレーニュ、ゴヴニュという2人の兄弟と共に、ダーナ神族がフォモール族と戦うための武器を作成した。